# Syftningsfel
Ett syftningsfel är ett språkligt fel som beror på att en syftning i en sats av misstag refererar till fel subjekt eller objekt.
En syftning är ett ord eller uttryck som syftar på ett tidigare ord (ibland efterföljande), till exempel ett verb som beskriver vad ett föregående substantiv eller pronomen gör. Det kan också vara vissa pronomen såsom "som" eller prepositioner eller adjektiv, som kan syfta på föregående eller efterföljande substantiv eller pronomen.
Ett syftningsfel uppstår då det finns flera substantiv eller pronomen och syftningen av misstag refererar till fel subjekt eller objekt. Ofta framgår det av sammanhanget hur satsen skall tolkas, och då är syftningsfelet snarast att betrakta som ett stilistiskt fel. Kommatecken är användbart för att göra en mening tydligare och minska risken för syftningsfel.

## Exempel
Dessa exempel har förekommit i tidningar eller böcker:
- 21-åringen anhölls misstänkt för grov stöld av åklagare.
  - Betydelse: 21-åringen, som var misstänkt för grov stöld, anhölls av åklagare.
  - Tänkbar betydelse: 21-åringen anhölls misstänkt för att ha stulit en åklagare.
  - Orsak till syftningsfel: I teorin oklart om prepositionen av och substantivet åklagare syftar på anhållandet eller stölden. I praktiken finns inget brott "grov stöld av åklagare".

- Halvt vansinnig och omgiven av dåliga rådgivare kan jag endast beklaga Erik XIV:s olyckliga öde.
  - Tänkt betydelse: Eftersom Erik XIV var halvt vansinnig och omgiven av dåliga rådgivare kan hans olyckliga öde endast beklagas.
  - Faktisk betydelse: Eftersom jag är halvt vansinnig och omgiven av dåliga rådgivare kan jag endast beklaga Erik XIV:s olyckliga öde.
  - Satsförkortningen förbinder sig till subjektet "jag", inte det tänkta subjektet "Erik XIV". Faktiskt subjekt i meningen är "Erik XIV:s öde".

- Liten stuga i fjällen med bastu på 65 kvadratmeter.
  - Tänkt betydelse: Liten stuga i fjällen på 65 kvadratmeter med tillhörande bastu.
  - Faktisk betydelse: Bastu på 65 kvadratmeter tillhörande en liten stuga i fjällen.
  - Orsak till syftningsfel: Prepositionen med förbinder sig till objektet "65 kvadratmeter", inte subjektet "liten stuga i fjällen". Kontext gör att den egentliga meningen ändå framgår, eftersom en bastu på 65 kvadratmeter verkar orealistisk. Hade måttet varit mindre hade otydligheten varit betydligt större.